# Laccophilus vagepictus
Laccophilus vagepictus är en skalbaggsart som beskrevs av Sharp 1882. Laccophilus vagepictus ingår i släktet Laccophilus och familjen dykare. Inga underarter finns listade i Catalogue of Life.